# Luffia pectinella
Luffia pectinella är en fjärilsart som beskrevs av Philogène Auguste Joseph Duponchel 1842. Luffia pectinella ingår i släktet Luffia och familjen säckspinnare. Inga underarter finns listade i Catalogue of Life.